# Боратиньщизна
Боратиньщизна (пол. Boratyńszczyzna) — село в Польщі, у гміні Шудзялово Сокульського повіту Підляського воєводства.
Населення — 45 осіб (2011).
У 1975-1998 роках село належало до Білостоцького воєводства.

## Демографія
Демографічна структура станом на 31 березня 2011 року:
|          | Загалом | Допрацездатний вік | Працездатний вік | Постпрацездатний вік |
| -------- | ------- | ------------------ | ---------------- | -------------------- |
| Чоловіки | 22      | 6                  | 9                | 7                    |
| Жінки    | 23      | 2                  | 11               | 10                   |
| Разом    | 45      | 8                  | 20               | 17                   |